# Piero Gilardi

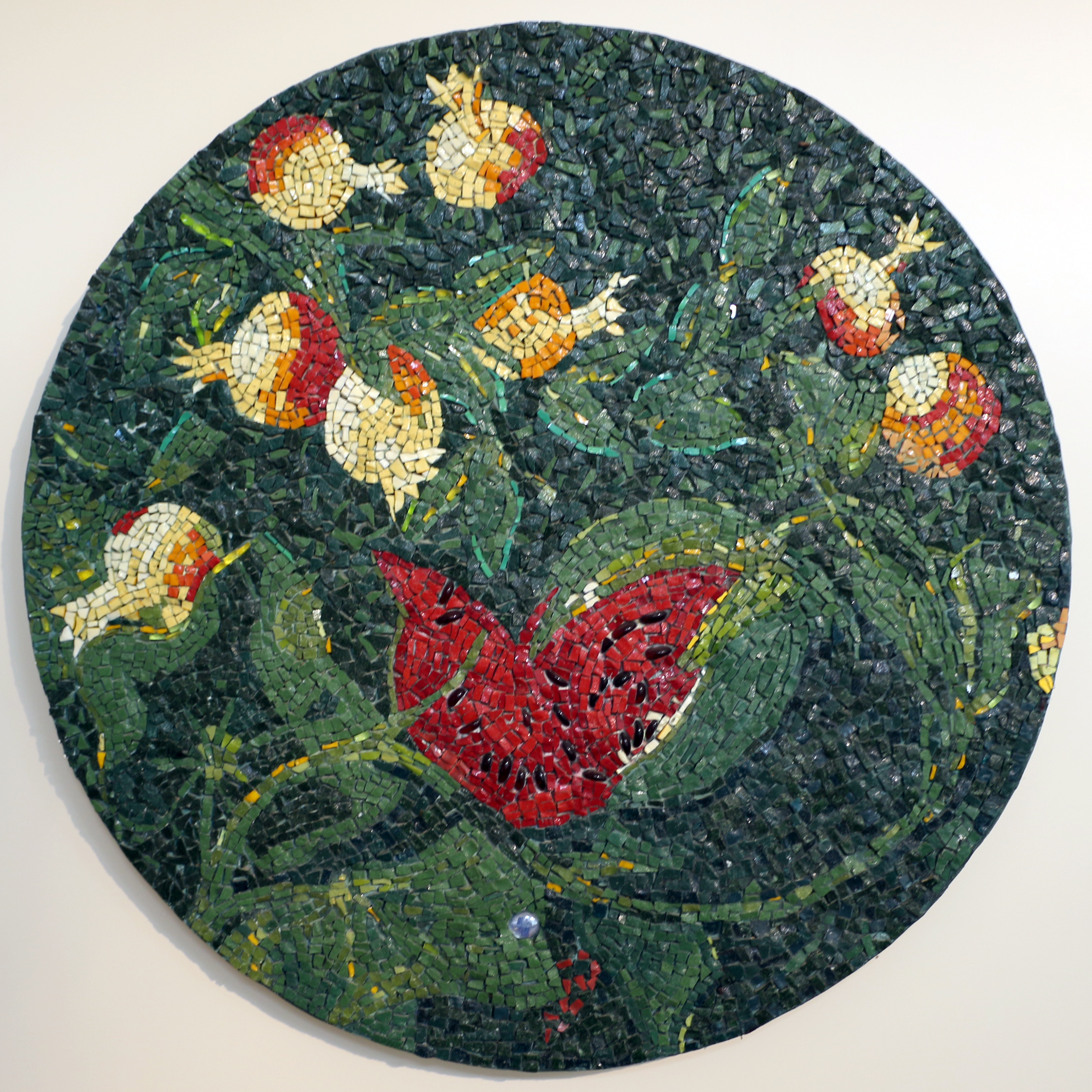
Scuola del Mosaico dell'Accademia di Ravenna su disegno di Piero Gilardi, Tappeto natura, 2003, Collezione Mosaici Moderni, Ravenna

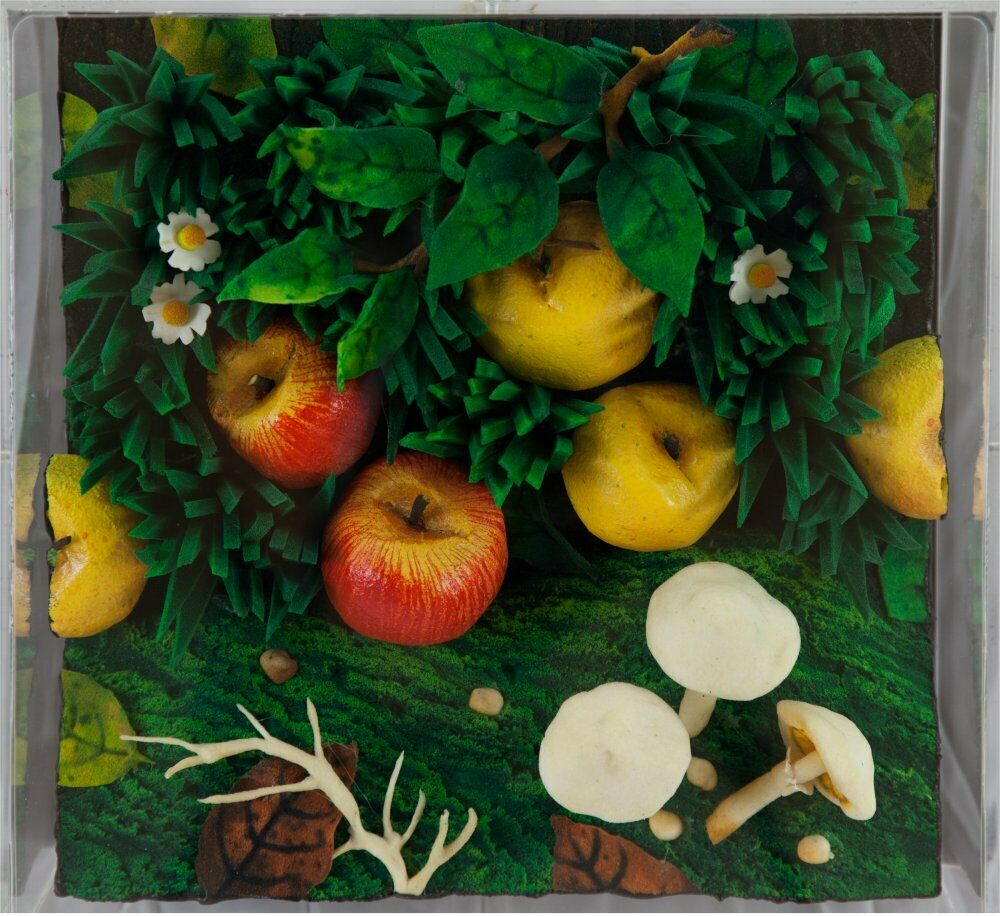
Piero Gilardi, Mele e funghi, 2000

Piero Gilardi (Torino, 3 agosto 1942 – Torino, 5 marzo 2023) è stato uno scultore italiano.

## Biografia
Piero Gilardi nacque a Torino nel 1942, figlio della pittrice e modella Cecilia Lavelli e del pittore e restauratore di chiese Mario Gilardi, il cui insegnamento fu fondamentale nella sua manualità. Nel 1963 debuttò con un'esposizione neodadaista di Macchine per il futuro presso la Galleria L'Immagine di Torino.
Ottenne grande fama con i Tappeti natura nel 1965: si tratta di opere realizzate in poliuretano (poliuteranismo), che riproducono in modo estremamente realistico frammenti di ambiente naturale, a scopo ludico ma anche di denuncia verso uno stile di vita ritenuto sempre più artificiale (Greto di torrente, Galleria d'arte moderna, Cagliari), i Tappeti Natura furono pubblicati su riviste di architettura e furono presentati a Torino a Eurodomus. 
Tali Tappeti vennero esposti ad Amburgo, Amsterdam, Bruxelles, Colonia, Milano, New York e Parigi. In America espose insieme ai grandi artisti del Pop Art ed eseguì interi ambienti per grandi attori. Sconvolto dalle percentuali che doveva versare ai grandi galleristi americani rientrò in Italia .
Gilardi con i suoi primi progetti per la ditta di arredamento Gufram, i Sassi ed altro, aprì una nuova strada nel mondo del design, e grazie ai suoi brevetti Gufram ed ai prototipi da lui realizzati produsse progetti ancora iconici oggi su idee di molti architetti soprattutto torinesi.
Realizzò anche il primo "esemplare" di Pippopotamo per Armando Testa, rosa e non azzurro.
A partire dal 1968 Gilardi interruppe l'attività artistica per dedicarsi esclusivamente all'attività politica, lavorando soprattutto nell'ambito dei manicomi, lavorando come volontario ed il suo ruolo fu certamente centrale nel movimento che portò alla chiusura di questi. Partecipò nel 1969 come collaboratore alla realizzazione delle prime due rassegne internazionali delle nuove tendenze internazionali Op Losses Schroeven allo Stedelijk Museum di Amsterdam e When Attitudes Become Form alla Kunsthalle di Berna.
Lo Stedelijk Museum espone tutt'oggi, nella parte dedicata alla storia stessa del museo, parte della corrispondenza intercorsa tra Gilardi e Wim Beeren, tra i curatori del museo.
Dal 1968 e per tutti gli anni settanta la sua attività artistica fu sospesa e si dedicò alla militanza politica in formazioni della "nuova sinistra" (sinistra allora definita extraparlamentare), partecipò all'Atelier Populair di Torino, sul modello di quello parigino, lavorò alla redazione di giornali operai, alla redazione di manifesti politici soprattutto, in occasione delle elezioni e dei referendum sostenendo anche i movimenti artistici della creatività collettiva e spontanea, realizzò striscioni e manifesti insieme ad altri per il nuovo movimento femminista e operò in vari ambiti sociali, dove fu uno dei creatori dell'animazione culturale di base anche come fondatore e membro attivo nel "Collettivo la Comune" di Torino" . Visse esperienze creative non solo in Italia, ma anche in Nicaragua, in vari Paesi dell'Africa e nei territori dei nativi americani negli Stati Uniti.
Fece ritorno alla piena produzione artistica dal 1981, raccontando il proprio percorso artistico-ideologico in un testo intitolato Dall'arte alla vita, dalla vita all'arte, pubblicato nel 1981. Seguì nel 2000 Not for sale per Mazzotta editore.
A partire dal 1985 iniziò una ricerca artistica con le nuove tecnologie attraverso l'elaborazione del Progetto IXIANA che, presentato al Parc de la Villette di Parigi, prefigura un parco tecnologico nel quale il grande pubblico poteva sperimentare in senso artistico le tecnologie digitali.
Nel corso degli ultimi anni sviluppò una serie di installazioni interattive multimediali con un'intensa attività internazionale. Insieme a Claude Faure e Piotr Kowalski, costituì l'associazione internazionale "Ars Technica". In qualità di responsabile della sezione italiana di Ars Technica promosse a Torino le mostre internazionali "Arslab. Metodi ed Emozioni" (1992), "Arslab. I Sensi del Virtuale" (1995), Arslab. I labirinti del corpo in gioco (1999) e numerosi convegni di studio sull'arte dei nuovi media.
La maggior parte dei recenti lavori di Gilardi è accomunata da un tema, ovvero l'interazione tra opera e spettatore. Tra le diverse creazioni, si ricordano l'installazione Pulsazioni, nella quale il battito cardiaco dell'osservatore dell'opera - registrato mediante un sensore - determina cambiamenti dell'insieme; Absolut, foresta di materiali sintetici, traslucidi e freddi, Shared emotion, che coinvolge due persone in un'esibizione interattiva informatica, riferendosi alle nuove modalità di approccio e di scambio nella società virtuale e globalizzata.
Lavorò al progetto del Parco Arte Vivente della Città di Torino dal 2002, di cui fu presidente. Fu membro del Comitato di direzione artistica del progetto.

## Opere
- Andreottile
- Tappeti-natura
- Greto di torrente
- Orto
- Pulsazioni
- Absolut
- Shared emotion
- Autogobierno
- Campo di papaveri (1966)

## Piero Gilardi nei musei
- Galleria comunale d'arte di Cagliari
- Museo d'arte MAGA di Gallarate (VA)
- GAM Galleria Civica d'Arte Moderna e Contemporanea di Torino
- Reggia di Caserta, collezione Terrae Motus
- DAMA Museum, Museo di Arte Contemporanea, Caserta
- Museo d'arte moderna e contemporanea di Nizza
- Collezione Roberto Casamonti, Firenze